# Waterdichtheid

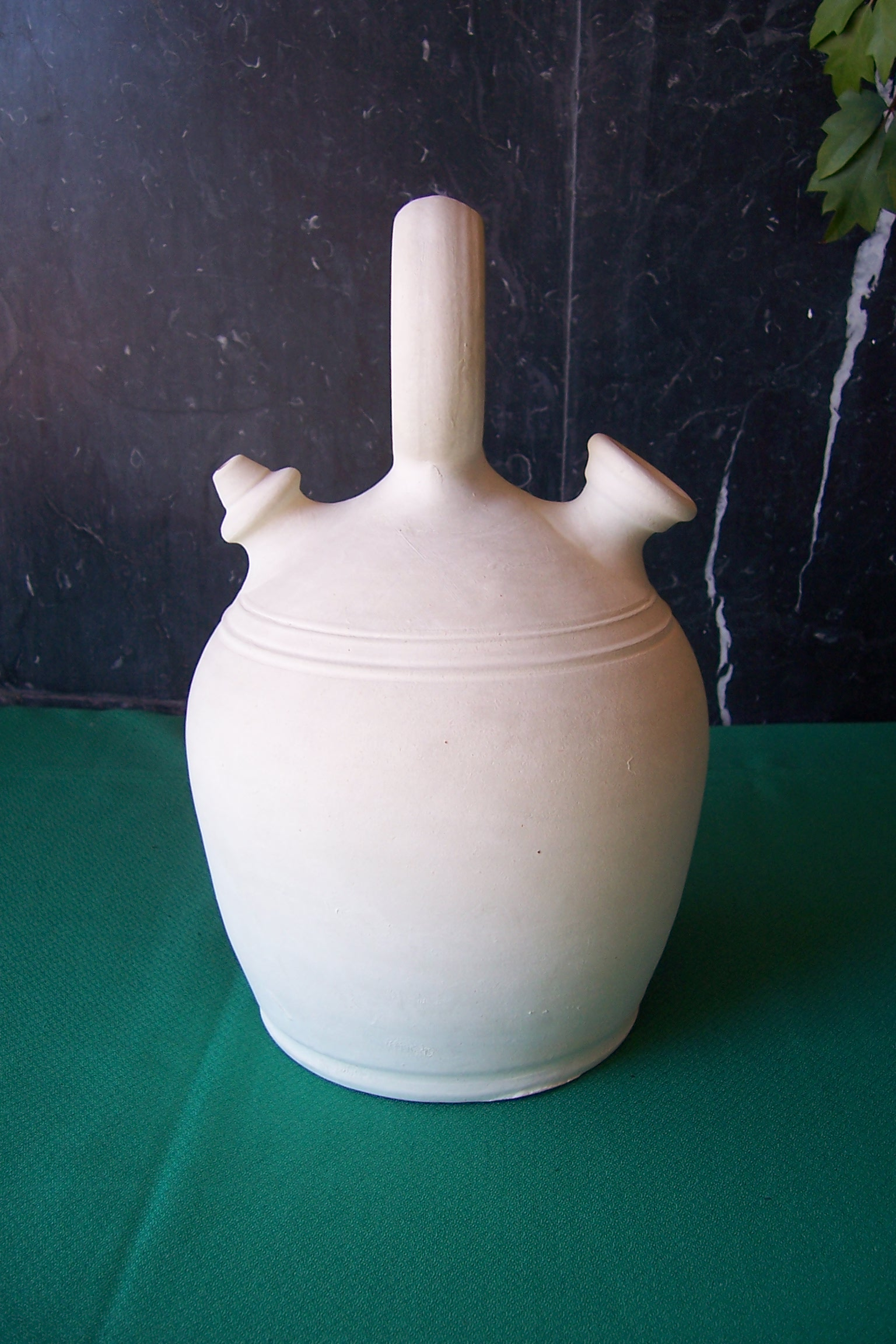
De bekende Spaanse drinkkruik (botijo) is poreus. Hierdoor verdampt het water aan de oppervlakte, waardoor het drinkwater koel blijft

Waterdichtheid is de mate waarin een materiaal of product water tegenhoudt.
Glas, geglazuurd porselein en steengoedis zijn 100% waterdicht. 
Bij geglazuurd aardewerk ligt het percentage lager, doordat glazuur op aardewerk snel craqueleert. Door het gecraqueleerde glazuur neemt het aardewerk het vocht uit de vaas op. Naarmate de waterdichtheid lager is, gaat dit proces sneller. Een vaas gemaakt van aardewerk zal dan ook na enkele dagen kringen op de ondergrond achterlaten doordat vocht door het aardewerk heen getrokken is.
In de elektrische installatietechniek maakt men onderscheid tussen waterdicht en watervrij, het laatste in drie gradaties.
- Waterdicht: bij onderdompeling dringt geen water binnen.
- Spatwatervrij: water dat neerkomt of opspat kan niet in schadelijke hoeveelheden binnendringen.
- Regenwatervrij: water dat recht of schuin neerkomt kan niet in schadelijke hoeveelheden binnendringen.
- Druipwatervrij: water dat loodrecht neerkomt kan niet in schadelijke hoeveelheden binnendringen.

Een toestel dat watervrij is, zal meestal openingen hebben aan de onderkant, zodat eventueel binnengedrongen water wordt afgevoerd. Een dergelijk toestel is nooit waterdicht.
In de textielindustrie wordt gebruikgemaakt van de eenheid schmerber om de waterdichtheid van kleding uit te drukken.